# Marathon van Fukuoka 1959
De marathon van Fukuoka 1959 werd gelopen op zondag 8 november 1959. Het was de 13e editie van de marathon van Fukuoka. Aan deze wedstrijd mochten alleen mannelijke elitelopers deelnemen. De Japanner Kurao Hiroshima kwam als eerste over de streep in 2:29.34.

## Uitslagen
| rang   | naam               | land | tijd    |
| ------ | ------------------ | ---- | ------- |
| Goud   | Kurao Hiroshima    | JPN  | 2:29.34 |
| Zilver | Pavel Kantorek     | TCH  | 2:30.48 |
| Brons  | Nobuyoshi Sadanaga | JPN  | 2:31.37 |
| 4      | Makoto Nakajima    | JPN  | 2:32.33 |
| 5      | Takayuki Nakao     | JPN  | 2:34.41 |
| 6      | Michio Koge        | JPN  | 2:35.11 |
| 7      | Akira Hatsuku      | JPN  | 2:36.18 |
| 8      | Seiji Takeuchi     | JPN  | 2:36.55 |
| 9      | Kiyoto Mimura      | JPN  | 2:36.56 |

1947 ·
1948 ·
1949 ·
1950 ·
1951 ·
1952 ·
1953 ·
1954 ·
1955 ·
1956 ·
1957 ·
1958 ·
1959 ·
1960 ·
1961 ·
1962 ·
1963 ·
1964 ·
1965 ·
1966 ·
1967 ·
1968 ·
1969 ·
1970 ·
1971 ·
1972 ·
1973 ·
1974 ·
1975 ·
1976 ·
1977 ·
1978 ·
1979 ·
1980 ·
1981 ·
1982 ·
1983 ·
1984 ·
1985 ·
1986 ·
1987 ·
1988 ·
1989 ·
1990 ·
1991 ·
1992 ·
1993 ·
1994 ·
1995 ·
1996 ·
1997 ·
1998 ·
1999 ·
2000 ·
2001 ·
2002 ·
2003 ·
2004 ·
2005 ·
2006 ·
2007 ·
2008 ·
2009 ·
2010 ·
2011 ·
2012 ·
2013 ·
2014 ·
2015 ·
2016 ·
2017